# Oncocephala incisa
Oncocephala incisa is een keversoort uit de familie bladkevers (Chrysomelidae). De wetenschappelijke naam van de soort werd in 1941 gepubliceerd door Maurice Pic.